# شیروانلی (اغوز)
شیروانلی (به لاتین: Şirvanlı) یک منطقه مسکونی در جمهوری آذربایجان است که در شهرستان اغوز واقع شده‌است. شیروانلی ۸۲۴ نفر جمعیت دارد.